# Josef Heinermann
Josef Heinermann  (* 15. Oktober 1895; † 29. Mai 1956) war ein deutscher Kommunalpolitiker (CDU). Er war von 1948 bis zu seinem Tod 1956 Bürgermeister von Warendorf.

## Werdegang
Er wurde in Warendorf als fünftes von zehn Kindern geboren. Eines seiner Geschwister war Theodor Heinermann (1890–1946). Als Jugendlicher begann er eine Bäckerlehre, wurde Bäckermeister und übernahm 1924 nach dem Tod seines Vaters die Bäckerei. Er heiratete 1928 Ludowika Niemer  und aus der Ehe gingen 11 Kinder hervor.
Politisch war Heinermann schon früh aktiv, verließ den Stadtrat jedoch 1933, um nicht in die NSDAP überzutreten.  Er war im Ersten Weltkrieg in Polen und Russland und im Zweiten Weltkrieg nur in Polen stationiert. 1946 ernannte ihn die Militärregierung zum Stadtverordneten. Nach dem Zweiten Weltkrieg gründete er die CDU mit.
1948 wurde Heinermann vom Stadtrat einstimmig zum Bürgermeister von Warendorf gewählt. Dies war nach der damals in Nordrhein-Westfalen geltenden Ratsverfassung ein politisches Ehrenamt, hauptamtlicher Leiter der Kommunalverwaltung war der Stadtdirektor. Während der Zeit als Josef Heinermann Bürgermeister war, realisierte er viele Projekte wie z. B. Wohnraum für Flüchtlinge, die „neuen“ Emsbrücken oder den Bau einer neuen Volksschule. Josef Heinermann empfing ebenfalls Hohen Besuch in Warendorf wie Haile Selassi den ehemaligen Kaiser von Äthiopien oder den Olympiasieger Hans Günter Winkler. Am 29. Mai 1956 starb Heinermann überraschend an einem Herzschlag.
In Warendorf wurde nach Heinermann die „Josef-Heinermann-Straße“ benannt.